# Integral singular
Em matemática, as integrais singulares são centrais na análise harmônica e estão intimamente relacionadas com o estudo das equações diferenciais parciais. De modo geral, uma integral singular é um operador integral da forma:
{\displaystyle T(f)(x)=\int K(x,y)f(y)\,dy,}
cuja função núcleo K : Rn×Rn → R é singular ao longo da diagonal x = y. Especificamente, a singularidade é tal que |K(x, y)| é assintoticamente de tamanho |x − y|−n  como |x − y| → 0. Uma vez que tais integrais não são em geral absolutamente integráveis, uma definição rigorosa deve defini-las como o limite da integral no domíno restrito a  |y − x| > ε quando ε → 0, mas na prática, isso é apenas uma tecnicalidade. Geralmente ainda são necessárias hipóteses para a obtenção de resultados, tais como a sua limitação em Lp(Rn).

## A transformada de Hilbert
O arquétipo do operador integral singular é a transformada de Hilbert H. É dada pela convolução com o kernel K(x) = 1/(πx) para x na reta real. Mais precisamente,
{\displaystyle H(f)(x)={\frac {1}{\pi }}\lim _{\varepsilon \to 0}\int _{|x-y|>\varepsilon }{\frac {1}{x-y}}f(y)\,dy.}
A mais simples e direta extensão de maior dimensão  são as transformadas de Riesz ,que substitui o núcleo K(x) = 1/x , com
{\displaystyle K_{i}(x)={\frac {x_{i}}{|x|^{n+1}}}}
onde i = 1, ..., n e {\displaystyle } é o i-ésimo componente de x em Rn. Todos esses operadores são limitados em Lp e satisfazem estimativas fracas do tipo (1, 1).

## Integrais singulares do tipo convolução
Uma integral singular do tipo convolução  é um operador T definido por convolução com um núcleo K que é localmente integrável em Rn\{0}, no sentido de que

| {\displaystyle T(f)(x)=\lim _{\varepsilon \to 0}\int _{\|y-x\|>\varepsilon }K(x-y)f(y)\,dy.} | \| \| \| \| \| \| \| \| | (1) |
|                                                                                              |                         |     |
|                                                                                              |                         |     |
Suponha que o núcleo satisfaz:
1. A condição de tamanho sobre sua transformada de Fourier de K
{\displaystyle {\hat {K}}\in L^{\infty }(\mathbf {R} ^{n})}
2. A condição de suavidade: para algum C > 0,
{\displaystyle \sup _{y\neq 0}\int _{|x|>2|y|}|K(x-y)-K(x)|\,dx\leq C.}
Então, pode-se mostrar que T é limitado em Lp(Rn) e satisfaz  estimativa fraca do tipo (1, 1).
Propriedade 1. É necessário garantir que a convolução (1) com o distribuição temperada p.v.  K dada pelo valor principal da integral
{\displaystyle \operatorname {p.v.} \,\,K[\phi ]=\lim _{\epsilon \to 0^{+}}\int _{|x|>\epsilon }\phi (x)K(x)\,dx}
é  multiplicador de Fourier bem definido em L2. Nenhuma das propriedades 1 ou 2 é necessariamente fácil de verificar, mas diversas condições suficientes existem. Normalmente em aplicações, também se tem uma condição de cancelamento:
{\displaystyle \int _{R_{1}<|x|<R_{2}}K(x)\,dx=0,\ \forall R_{1},R_{2}>0}
o que é bastante fácil de verificar. Ele é automático, por exemplo, se K é uma função ímpar. Se, além disso, supõe-se a condição 2 e a seguinte condição de tamanho:
{\displaystyle \sup _{R>0}\int _{R<|x|<2R}|K(x)|\,dx\leq C,}
então, pode-se mostrar que 1. segue.
A condição de suavidade 2. é também, muitas vezes, de difícil verificação a princípio. A seguinte condição suficiente pode ser usada:
- {\displaystyle K\in C^{1}(\mathbf {R} ^{n}\setminus \{0\})}
- {\displaystyle |\nabla K(x)|\leq {\frac {C}{|x|^{n+1}}}}

Observe que estas condições são satisfeitas para a transformada de Hilbert e Riesz transforma, de modo que este resultado é uma extensão dos resultados.

## Integrais singulares de tipo não-convolucionais
Esta é uma classe de operadores ainda mais gerais. No entanto, diante destas hipóteses mais fracas, estes operadores nem sempre são limitados em Lp.

### Núcleos de Calderón–Zygmund
Uma função K : Rn×Rn → R é dita ser um núcleo de Calderón–Zygmund  se ela satisfaz as seguintes condições para algumas constantes C > 0 e δ > 0.
{\displaystyle (a)\qquad |K(x,y)|\leq {\frac {C}{|x-y|^{n}}}}
{\displaystyle (b)\qquad |K(x,y)-K(x',y)|\leq {\frac {C|x-x'|^{\delta }}{{\bigl (}|x-y|+|x'-y|{\bigr )}^{n+\delta }}}{\text{ quando }}|x-x'|\leq {\frac {1}{2}}\max {\bigl (}|x-y|,|x'-y|{\bigr )}}
{\displaystyle (c)\qquad |K(x,y)-K(x,y')|\leq {\frac {C|y-y'|^{\delta }}{{\bigl (}|x-y|+|x-y'|{\bigr )}^{n+\delta }}}{\text{ quando }}|y-y'|\leq {\frac {1}{2}}\max {\bigl (}|x-y'|,|x-y|{\bigr )}}

## Integrais singulares não-convolucionais
T é dito ser um operador integral singular não-convolucional associado ao núcleo de Calderón–Zygmund K se
{\displaystyle \int g(x)T(f)(x)\,dx=\iint g(x)K(x,y)f(y)\,dy\,dx,}
sempre que f e g são suaves e têm suporte disjunto. Tais operadores não precisam ser limitada em Lp

### Operadores de Calderón–Zygmund
Uma integral singular não-convolucional T associada a um núcleo de Calderón–Zygmund  K é chamado de operador de Calderón–Zygmund  quando ele é limitado em L2, isto é, existe um C > 0 tal que
{\displaystyle \|T(f)\|_{L^{2}}\leq C\|f\|_{L^{2}},}
para todas as funções ƒ suaves de suporte compacto.
Pode-se provar que tais operadores são, na verdade, também limitados em todo Lp com 1 < p < ∞.

### A teoremaT(b)
A teorema T(b) fornece condições suficientes para um operador integral singular ser um operador de Calderón–Zygmund, isto é, condições para que um operador integral singular associado a um núcleo de Calderón–Zygmund seja limitado em L2. A fim de enunciar o resultado, é preciso primeiro definir alguns termos.
Um função de teste normalizada é uma função suave φ em Rn  cujo suporte está contido uma esfera de raio 1 e centrada na origem tal que |∂α φ(x)| ≤ 1, para todo multi-ī índice |α| ≤ n + 2. Denote por τx(φ)(y) = φ(y − x) e φr(x) = r−nφ(x/r) para todo x em Rn e r > 0. Um operador é dito fracamente limitado se existe uma constante C tal que
{\displaystyle \left|\int T{\bigl (}\tau ^{x}(\varphi _{r}){\bigr )}(y)\tau ^{x}(\psi _{r})(y)\,dy\right|\leq Cr^{-n}}
para todas as funções de teste normalizadas  φ e ψ. Uma função é dita ser acretiva se existe uma constante c > 0 tal que Re(b)(x) ≥ c para todo x em I. Denotar por Mb o operador dado pela multiplicação por uma função de b.
A teorema T(b) afirma que um operador integral singular T associado a um núcleo de Calderón–Zygmund  é limitado em L2 se ele satisfaz todas as três condições que se seguem para duas funções acretivas limitadas quaisquer b1 e b2:
(a) é fracamente limitadas;
(b) é função de oscilação média limitada;
(c)  é função de oscilação média limitada, onde Tt é a transposta do operador T.